# Ajna Késely

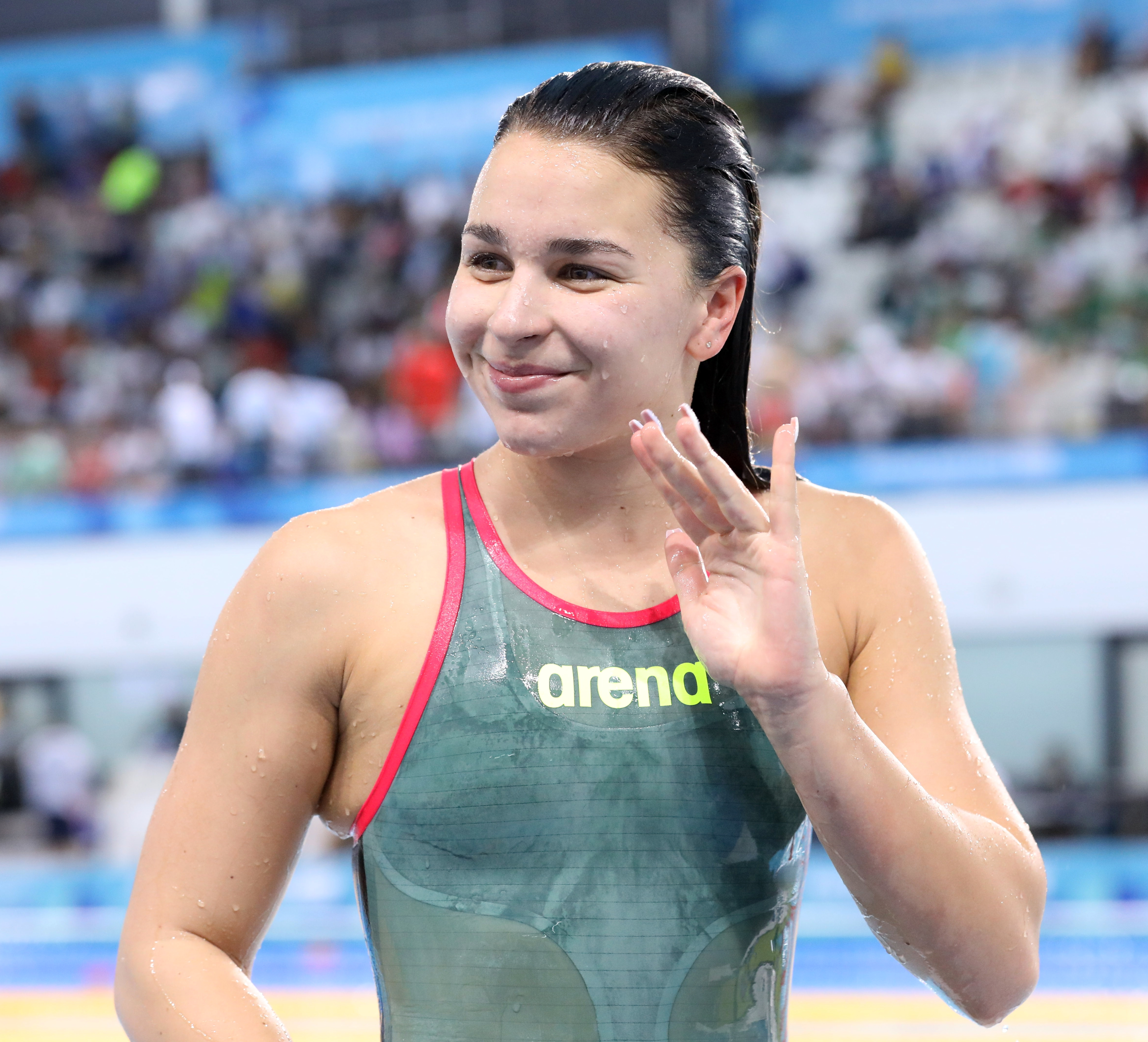
Ajna Késely bei den Olympischen Jugendspielen 2018

Ajna Evelin Késely (* 10. September 2001 in Budapest) ist eine ungarische Schwimmerin. Sie gewann bis zum 23. Juni 2024 bei Europameisterschaften drei Goldmedaillen, drei Silbermedaillen und drei Bronzemedaillen auf der 50-Meter-Bahn sowie eine Silbermedaille und drei Bronzemedaillen auf der 25-Meter-Bahn. Während des Beginns ihrer Karriere war sie noch im Juniorenbereich startberechtigt. Hier war sie einmal Juniorenweltmeisterin, fünfzehnmal Junioreneuropameisterin und dreimal Siegerin bei den Olympischen Jugendspielen.

## Sportliche Karriere

### Die Jugendjahre bis 2019
Ajna Késely nahm bereits 2014 an den Kurzbahnweltmeisterschaften in Doha teil und wurde in den Vorläufen 40. über 100 Meter Freistil und 41. über 50 Meter Rücken. Im Mai 2016 bei den Europameisterschaften in London erreichte die ungarische 4-mal-200-Meter-Freistilstaffel in der Besetzung Zsuzsanna Jakabos, Ajna Késely, Boglárka Kapás und Evelyn Verrasztó den Endlauf mit der zweitschnellsten Vorlaufzeit. Im Finale siegten Jakabos, Kapás, Verrasztó und Katinka Hosszú vor den Staffeln aus Spanien und den Niederlanden. Für ihren Vorlaufeinsatz erhielt auch Késely eine Goldmedaille. Bei ihren Einzelstarts erreichte sie nur über 200 Meter Freistil das Finale und wurde Sechste. Anfang Juli 2016 fanden im ungarischen Hódmezovásárhely die Junioreneuropameisterschaften statt. Késely siegte über 200, 400 und 800 Meter Freistil sowie mit der 4-mal-200-Meter-Freistilstaffel. Hinzu kam eine Silbermedaille mit der 4-mal-100-Meter-Mixed-Freistilstaffel. Einen Monat später fanden die olympischen Schwimmwettbewerbe in Rio de Janeiro statt. Über 400 Meter Freistil schwamm Késely die 21. Vorlaufzeit mit acht Sekunden Rückstand auf die Finalteilnehmerinnen. Über 200 Meter Freistil belegte Késely den 25. Platz der Vorläufe, für den Einzug ins Halbfinale fehlten ihr ungefähr anderthalb Sekunden. Die ungarische 4-mal-200-Meter-Freistilstaffel schwamm im Endlauf mit Zsuzsanna Jakabos, Ajna Késely, Boglárka Kapás und Katinka Hosszú auf den sechsten Platz, war damit aber zweitbeste europäische Staffel.
2017 siegte Késely bei den ungarischen Meisterschaften über 400 Meter Freistil. Bei den Junioreneuropameisterschaften 2017 erschwamm Késely sechs Goldmedaillen. Sie siegte über 200, 400, 800 und 1500 Meter Freistil sowie mit der 4-mal-200-Meter-Freistilstaffel. Hinzu kam Gold mit der 4-mal-100-Meter-Mixed-Freistilstaffel. Drei Wochen später begannen die Weltmeisterschaften in Budapest. Késely erreichte den sechsten Platz über 400 Meter Freistil und den achten Platz über 1500 Meter Freistil. Über 800 Meter Freistil verfehlte Késely als Neunte der Vorläufe den Endlauf um anderthalb Sekunden. Die 4-mal-200-Meter-Freistilstaffel mit Késely, Jakabos, Verrasztó und Hosszú belegte den sechsten Platz. Einen Monat später bei den Juniorenweltmeisterschaften in Indianapolis schwamm Ajna Késely mit der 4-mal-200-Meter-Freistilstaffel auf den fünften Platz. Bei ihren vier Einzelstarts gewann sie den Wettbewerb über 400 Meter Freistil vor der Argentinierin Delfina Pignatiello. Über 800 und 1500 Meter Freistil siegte die Argentinierin vor der Ungarin. Über 200 Meter Freistil erschwamm Késely ebenfalls Silber, hier siegte die Kanadierin Taylor Ruck.

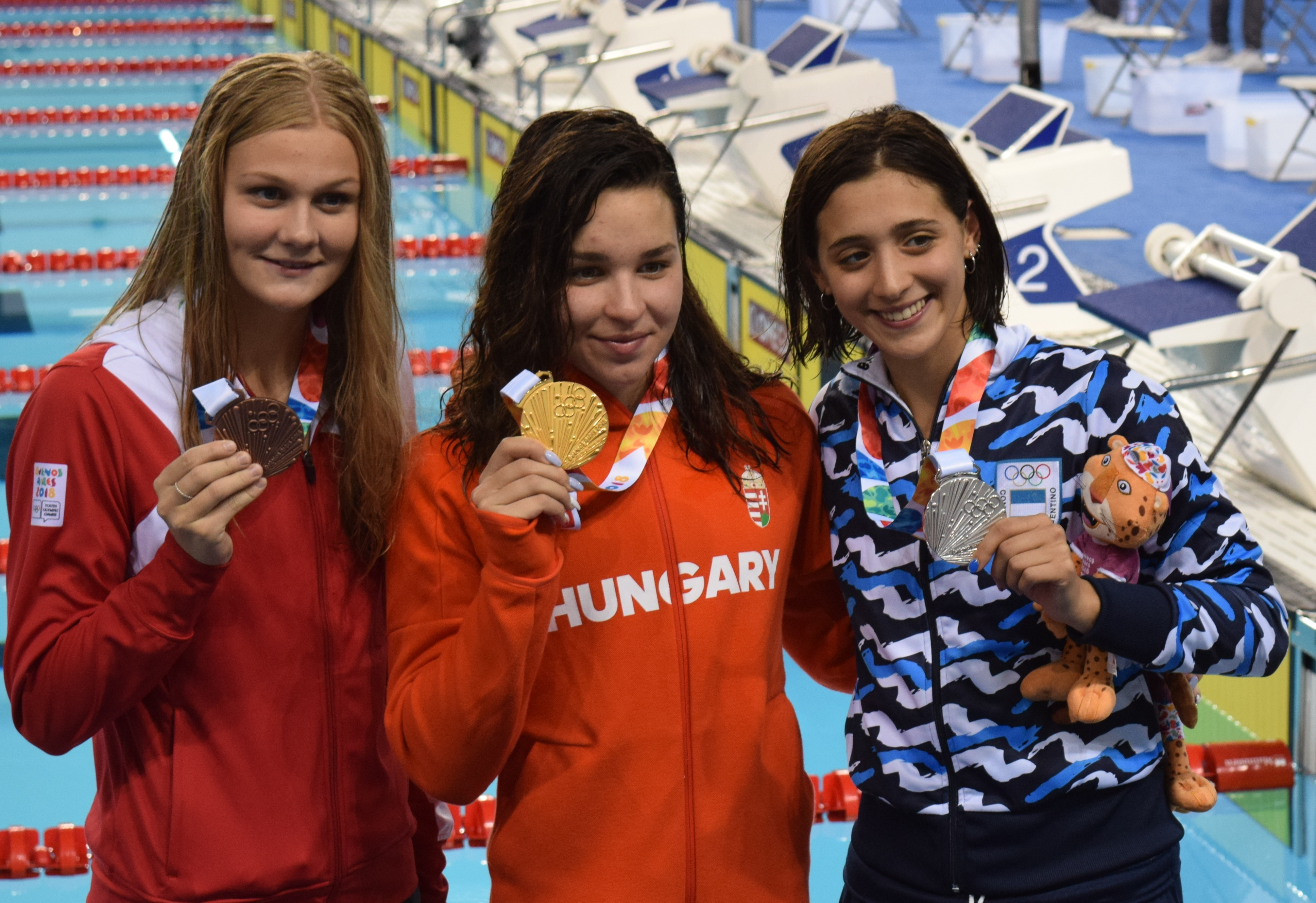
Die Medaillengewinnerinnen bei den Olympischen Jugendspielen über 400 Meter Freistil von links nach rechts: Marlene Kahler, Ajna Késely und Delfina Pignatiello.

Anfang Juli 2018 bei den Junioreneuropameisterschaften in Helsinki gewann Ajna Késely über 400, 800 und 1500 Meter Freistil, über 400 Meter Lagen und mit der 4-mal-200-Meter-Freistilstaffel. Über 200 Meter Freistil wurde sie Zweite und über 200 Meter Lagen Dritte. Die 4-mal-100-Meter-Mixed-Freistilstaffel belegte den dritten Platz. Einen Monat später bei den Europameisterschaften in Glasgow gewann Késely über 400 und 800 Meter Freistil jeweils Silber hinter der Italienerin Simona Quadarella. Die Italienerin siegte auch über 1500 Meter Freistil, hier wurde die Ungarin Dritte hinter der Deutschen Sarah Köhler. Im Oktober bei den Olympischen Jugendspielen in Buenos Aires siegte Késely über 200, 400 und 800 Meter Freistil. Über 200 Meter Lagen schied sie als 13. der Vorläufe aus.
Im Juli 2019 bei den Weltmeisterschaften in Gwangju wurde Késely über 400 Meter Freistil Vierte mit 0,02 Sekunden Rückstand auf die drittplatzierte Leah Smith aus den Vereinigten Staaten. Über 1500 Meter Freistil schwamm Késely auf den sechsten Rang, ebenfalls Sechste wurde sie mit der 4-mal-200-Meter-Freistilstaffel. Ende des Jahres bei den Kurzbahneuropameisterschaften in Glasgow schlug Késely über 800 Meter Freistil als Zweite hinter Quadarella an. Über 400 Meter Freistil siegte die Italienerin vor der Deutschen Isabel Gose, Ajna Késely wurde Dritte mit einer Zehntelsekunde Rückstand auf die Deutsche.

### Die Jahre ab 2021
Wegen der COVID-19-Pandemie wurden die für 2020 geplanten Meisterschaften erst 2021 ausgetragen. Die Europameisterschaften in Budapest fanden im Mai 2021 statt. Simona Quadarella siegte über 400, 800 und 1500 Meter Freistil, Ajna Késely schlug jeweils als Vierte an, wobei sie über 400 Meter Freistil das Ziel eine halbe Sekunde nach ihrer Landsfrau Boglárka Kapás erreichte. Zwei Monate später bei den Olympischen Spielen in Tokio trat Késely zunächst über 400 Meter Freistil an. Als Zehnter der Vorläufe fehlte ihr über eine Sekunde zum Finaleinzug. Über 1500 Meter Freistil wurde Késely Neunte der Vorläufe, der Abstand zur Achtplatzierten betrug weniger als eine Sekunde. Die 4-mal-200-Meter-Freistilstaffel mit Zsuzsanna Jakabos, Laura Veres, Evelyn Verrasztó und Ajna Késely erreichte das Finale mit der achtbesten Vorlaufzeit. Im Endlauf schwammen Jakabos, Veres, Késely und Boglárka Kapás auf den siebten Platz. Die Vorläufe über 800 Meter Freistil begannen wenige Stunden nach dem Staffelfinale. Késely wurde 13. der Vorläufe, für den Endlauf hätte sie fast sechs Sekunden schneller sein müssen. Im November 2021 bei den Kurzbahneuropameisterschaften in Kasan wurde Ajna Késely Siebte über 800 Meter Freistil und Vierte über 400 Meter Freistil. Anderthalb Monate später bei den Kurzbahnweltmeisterschaften in Abu Dhabi wurde Késely Achte über 800 Meter Freistil und verfehlte das Finale über 400 Meter Freistil als Neunte des Vorlaufs. Nach dem siebten Platz mit der 4-mal-100-Meter-Freistilstaffel wurde Késely Fünfte mit der 4-mal-200-Meter-Freistilstaffel.
Im Juni 2022 bei den Weltmeisterschaften in Budapest schied Késely über 400 und 800 Meter Freistil als Zwölfte der Vorläufe aus. Die 4-mal-200-Meter-Freistilstaffel mit Nikolett Pádár, Dóra Molnár, Ajna Késely und Boglárka Kapás wurde Fünfte und war damit beste europäische Staffel. Sechs Wochen später bei den Europameisterschaften in Rom siegte die niederländische 4-mal-200-Meter-Freistilstaffel vor den Britinnen. Eine Sekunde hinter den Britinnen wurden Nikolett Pádár, Katinka Hosszú, Ajna Késely und Lilla Minna Ábrahám Dritte, die Staffel war in Rom zwei Sekunden schneller als in Budapest. Késely erreichte in Rom sonst nur noch das Finale über 400 Meter Freistil. Isabel Gose siegte vor Simona Quadarella, über drei Sekunden hinter der Italienerin schlug Késely als Dritte an.
Im Juli 2023 bei den Weltmeisterschaften in Fukuoka fehlten Ajna Kèsely über 400 Meter Freistil als Neunter der Vorläufe über zwei Sekunden zum Endlauf. Über 800 Meter Freistil wurde sie Vorlaufzehnte mit über sechs Sekunden Rückstand auf die Finalqualifikation. Die 4-mal-200-Meter-Freistilstaffel mit Nikolett Pádár, Lilla Minna Ábrahám, Dóra Molnár und Ajna Késely erreichte den Endlauf und wurde Siebte. Eine Woche später wurden in Chengdu die seit 2021 verschobenen World University Games ausgetragen. Als Studentin der Wirtschaftshochschule Budapest trat Késely über 400 Meter Freistil und gewann die Silbermedaille. Ende 2023 fanden die Kurzbahneuropameisterschaften in Otopeni statt. Über 800 Meter Freistil siegte die für Frankreich antretende Russin Anastasiia Kirpichnikova vor Simona Quadarella, Ajna Késely wurde Dritte. Über 1500 Meter Freistil gewannen dieselben Schwimmerinnen die gleichen Medaillen. Über 400 Meter Freistil wurde Késely Siebte.
2024 bei den Weltmeisterschaften in Doha erreichte Késely zweimal das Finale. Sie wurde Achte über 800 Meter Freistil. Ebenfalls auf den achten Platz schwamm die 4-mal-200-Meter-Freistilstaffel mit Nikolett Pádár, Lilla Minna Ábrahám, Dóra Molnár und Ajna Késely. Im Juni 2024 bei den Europameisterschaften in Belgrad gewann die ungarische 4-mal-200-Meter-Freistilstaffel mit Pádár, Molnár, Késely und Ábrahám die Silbermedaille mit einer Sekunde Rückstand auf die israelische Staffel. Tags darauf siegte Késely über 800 Meter Freistil mit dreieinhalb Sekunden Vorsprung vor der Britin Fleur Lewis. Einige Tage später siegte sie auch über 400 Meter Freistil, sie hatte im Ziel 0,16 Sekunden Vorsprung auf die Tschechin Barbora Seemanová. Bei den Olympischen Spielen in Paris wurde Késely in den Vorläufen über 400 Meter Freistil und über 800 Meter Freistil jeweils 13. und schied damit aus. Die 4-mal-200-Meter-Freistilstaffel mit Nikolett Pádár, Lilla Minna Ábrahám, Ajna Késely und Panna Ugrai erreichte das Finale und belegte den sechsten Platz.